# Czyraczność sromu
Czyraczność sromu – ropny proces zapalny, występujący okołomieszkowo, który obejmuje tkankę podskórną i skórę, tworząc twardy, bolesny guzek. Występuje on na skórze owłosionej sromu, wzgórku łonowym, w okolicy pachwin lub pośladków.

## Klasyfikacja ICD10
| kod ICD10     | nazwa choroby                 |
| ------------- | ----------------------------- |
| ICD-10: N76   | Inne zapalenia pochwy i sromu |
| ICD-10: N76.4 | Ropień sromu                  |